# Кляйнерт, Надин
Надин Кляйнерт (нем. Nadine Kleinert; род. 20 октября 1975, Магдебург, Германия) — немецкая толкательница ядра, серебряный призёр Олимпийских игр 2004 года, многократный призёр чемпионатов мира и чемпионатов мира в помещении, чемпионка Европы, многократная чемпионка Германии.

## Спортивная карьера
Первые значимые результаты Надин Кляйнерт показала в 1993 году — на юниорском чемпионате Европы по лёгкой атлетике, проходившем в Испании, она показала второй результат в соревнованиях по толканию ядра, завоевав серебряную медаль. Спустя год на первенстве мира среди юниоров в аналогичной дисциплине немка заняла лишь восьмое место. На взрослом чемпионате Европы в помещении 1996 года Кляйнерт показала шестой результат, а через год выиграла соревнования по толканию ядра на I чемпионате Европы среди молодёжи и заняла восьмое место на взрослом чемпионате мира. В 1998 году Кляйнерт впервые стала чемпионкой Германии как на открытом воздухе, так и в помещении. Год спустя на чемпионате мира в Севилье с личным рекордом в 19,61 м Кляйнерт завоевала серебряную медаль, уступив лишь своей соотечественнице Астрид Кумбернусс.
В 2000 году спортсменка приняла участие в Олимпийских играх в Сиднее. Преодолев квалификационный раунд с девятым результатом, в финальной стадии Кляйнерт заняла восьмое место. Год спустя немка заняла четвёртое место на лиссабонском чемпионате мира в помещении и завоевала «серебро» на чемпионате мира в Эдмонтоне.
Не показав в 2002 и 2003 годах высоких результатов, Кляйнерт начала олимпийский сезон-2004 с четвёртого места на чемпионате мира в помещении в Будапеште. Однако позднее в крови победившей Виктории Павлыш были обнаружены запрещённые вещества; результат украинки был аннулирован, после чего Кляйнерт получила «бронзу». На Олимпиаде в Афинах немка в финальной стадии толкнула ядро на 19,55 м и завоевала «серебро». За выдающиеся спортивные достижения на Играх 16 марта 2005 года спорсменке была вручена высшая спортивная награда Германии — «Серебряный лавровый лист».
Летом 2005 года на соревнованиях в Ганновере Кляйнерт толкнула ядро на 20,06 м, чем обновила свой личный рекорд, впервые преодолев отметку в 20 м. На чемпионате мира 2005 года в Хельсинки немка показала лишь пятый результат, а в марте 2006 года на чемпионате мира в помещении в Москве уступила лишь белоруске Наталье Хороненко и завоевала «серебро». В том же году на чемпионате Европы в Гётеборге показала шестой результат. На чемпионате мира 2007 года в Осаке Кляйнерт вновь поднялась на пьедестал, замкнув тройку призёров в соревнованиях по толканию ядра.
В сентябре 2013 года немка объявила о завершении спортивной карьеры.